# 吴庆龙
吴庆龙（1965年12月27日—），中国篮球运动员、中国男篮“黄金一代”成员、现任辽宁本钢队青训教练。出生于辽宁省大连市，1982年进入辽宁青年队；1983年入选中国国家青年队；1984年后长期为辽宁队服役；1991年至1997年入选中国国家男子篮球队，多次在重大国际比赛中任队长。司职后卫，以准确的中远距离投篮和组织进攻出名。1997年退役后多次出任辽宁盼盼队主教练，2008年担任陕西麒麟篮球俱乐部男篮主教练，此后曾先后在青岛国信海天、深圳马可波罗等球队担任主教练，2023年回到辽宁男篮。

## 职业荣誉
- CBA联赛：98-99赛季中国男篮甲A联赛辽宁盼盼队获亚军时的主教练。
- 亚青赛：代表中国队夺得1984年篮球亚青赛冠军。
- 世界男篮锦标赛：1994年，12届世界男篮锦标赛上，中国男篮首次夺得第8名时的主力后卫，这是中国男篮国家队在世锦赛上取得的最好成绩(1959年,  智利圣地亚哥世锦赛中华民国代表队获得第四名[1])。
- 亚运会：2002年亚运会男子篮球亚军。
- 男篮亚洲锦标赛：1993年11月，第17届亚洲男子篮球锦标赛上，冠军队成员，MVP（最佳运动员），1995年6月26日，韩国汉城亚洲男子篮球锦标赛冠军，中国队成为亚洲篮球历史上的“十冠王”。
- 奥运会：1996年，亚特兰大奥运会中国男子篮球队主力后卫，随队首次夺得奥运会第8名。
- 1999年5月，获“新中国篮球运动荣誉奖”，但并没有获得当年的中国男子篮球职业联赛优秀教练。